# Jill St John
Jill Arlyn Oppenheim, dite Jill St John, est une actrice américaine née le 19 août 1940 à Los Angeles (Californie, États-Unis). Elle est surtout connue pour son rôle de Tiffany Case dans Les diamants sont éternels, un James Bond sorti en 1971.

## Biographie

### Débuts
Jill St John est née Jill Arlyn Oppenheim à Los Angeles, de confession juive, fille d'Edward Oppenheim (1912-1986), un propriétaire prospère de restaurant, et de son épouse Betty Lou (née Goldberg, 1912-1998),.
Petite fille, elle suit des cours de danse au Children's Ballet Company avec Natalie Wood et Stefanie Powers. Elle est déjà actrice à 6 ans à la radio.
En 1949, âgée de 9 ans, elle fait ses débuts dans un film et dans un spectacle à la télévision. Elle apparaît ensuite à 11 ans dans plusieurs épisodes de feuilletons et séries télévisées.
La toute jeune fille suit des cours en matinée pour les enfants du show-business à la Hollywood Professional School (connue aussi sous le nom de « Hollywood Conservatory of Music and Arts ») ; elle y décroche précocement (à 14 ans) son diplôme de fin d'études. C'est à cette époque de l'adolescence que sa mère change le nom de sa fille pour qu'il ait une consonance hollywoodienne : St John.
Élève brillante, Jill s'inscrit à l'université de Los Angeles (UCLA) à l'âge de 15 ans. En parallèle, elle joue dans plusieurs spectacles radiophoniques dont One Man's Family.

### Studios de cinéma
En mai 1957, elle signe chez Universal Pictures un contrat de sept ans, rémunéré 200 dollars par semaine. 
En 1958, elle fait ses débuts au cinéma dans Summer Love, tout en continuant de se produire à la télévision, notamment dans des épisodes de The Christophers, Schlitz Playhouse et DuPont Show of the Month.
Elle enchaîne sur une signature auprès de la 20th Century Fox qui tente de faire d'elle une étoile. Elle figure au générique de plusieurs productions pour « des rôles de starlette », selon ses déclarations : The Remarkable Mr. Pennypacker en 1959, Holiday for Lovers la même année et The Lost World en 1960.
En 1961, elle travaille ponctuellement pour la Warner Bros. dans The Roman Spring of Mrs. Stone (le Visage du plaisir) et, l'année suivante, dans Tender Is the Night.
Le 26 mai 1990, elle épouse l'acteur Robert Wagner.

### Actions caritatives
Jill St John prend la suite de sa mère Betty Oppenheim pour s'occuper de diverses associations fournissant des aides d'urgence aux nécessiteux, telles (en) « People Helping People USA », « Sylmar Valley Earthquake », (en) « Care America » devenu (en) « People Helping People, USA » ou « Screen Smart Set ».

### Vie privée
Jill St John se marie quatre fois :
- Neil Dubin (mai 1957 – juillet 1958)
- Lance Reventlow (mars 1960 – octobre 1963)
- Jack Jones (octobre 1967 – mars 1969)
- Robert Wagner (mai 1990 – aujourd'hui).

Entre ses mariages, St John a entretenu une liaison avec Henry Kissinger et George Lazenby.

## Filmographie sélective

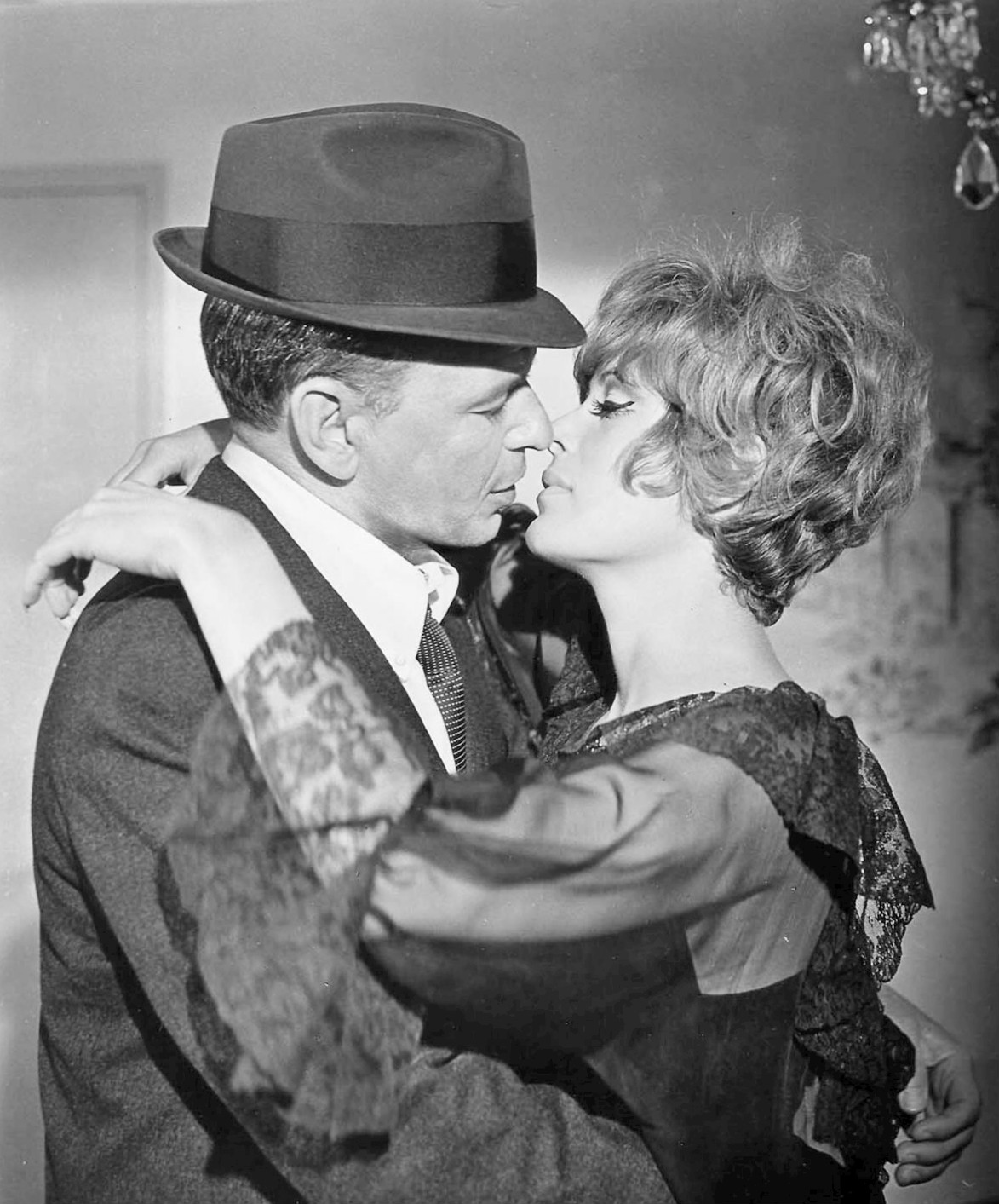
Frank Sinatra et Jill St John dans Tony Rome, 1967

### Cinéma
- 1952 : Tonnerre sur le temple (Thunder in the east) de Charles Vidor
- 1958 : Summer Love (en) de Charles F. Hass : Erica Landis
- 1958 : The Remarkable Mr. Pennypacker de Henry Levin : Kate Pennypacker
- 1959 : Holiday for Lovers de Henry Levin : Meg Dean
- 1960 : Le Monde perdu (The Lost World) de Irwin Allen : Jennifer Homes
- 1961 : Le Visage du plaisir (The Roman Spring of Mrs. Stone) de José Quinterro : Barbara
- 1962 : Tendre est la nuit (Tender Is the Night) de Henry King : Rosemary Hoyt
- 1963 : Mercredi soir, 9 heures... (Who's Been Sleeping in My Bed?) de Daniel Mann : Toby Tobler
- 1963 : T'es plus dans la course, papa ! (Come Blow Your Horn) de Bud Yorkin : Peggy John
- 1963 : Un chef de rayon explosif (Who's Minding the Store ?) de Frank Tashlin : Barbara Tuttle
- 1964 : Honeymoon Hotel de Henry Levin
- 1965 : The Liquidator de Jack Cardiff : Iris MacIntosh
- 1965 : The Oscar de Russell Rouse : Laurel Scott
- 1967 : Eight on the Lam de George Marshall : Monica
- 1967 : Tony Rome est dangereux (Tony Rome) de Gordon Douglas : Ann Archer
- 1967 : Banning de Ron Winston : Angela Barr
- 1967 : Le Pirate du roi (The King's Pirate) de Don Weis : Jessica Stephens
- 1971 : Les diamants sont éternels (Diamonds Are Forever) de Guy Hamilton : Tiffany Case
- 1972 : La Cible hurlante (Sitting Target) de Douglas Hickox : Pat Lomart
- 1982 : The Concrete Jungle de Tom DeSimone : Warden Fletcher
- 1982 : The Act de Sig Shore : Elise

### Télévision
- 1966 : Batman, S01E01 et E02 : Molly
- 1978 : La croisière s'amuse, S021E25 : Meurtre au large
- 1979 : Pour l'amour du risque (Hart to Hart), S01E01 : Se refaire une santé (Pilot) : Sylvia Maxwell
- 1981-1982 : Magnum (Magnum P.I.), S02E22 : Tout au dernier vivant (Three minus Two) : Jan Kona
- 1983-1984 : Scandales à l'Amirauté (Emerald Point N.A.S.) : Deanna Kincaid
- 1984-1986 : Mission casse-cou (Dempsey & Makepeace), S03E01 : L'Étincelle - 1re partie (The Burning, part I), E02 : L'Étincelle - 2e partie (The Burning, part 2) : Mara Giardino

## Distinctions
- 1963 : nomination au Golden Globe de la meilleure actrice dans un film musical ou une comédie pour son interprétation dans T'es plus dans la course, papa !.

## Voix françaises
Katy Vail dans Batman (épisodes 1 et 2 dans le rôle de Molly)